# Vernonia divergens
Vernonia divergens là một loài thực vật có hoa trong họ Cúc. Loài này được (DC.) Edgew. miêu tả khoa học đầu tiên.